# Bayerit
Bayerit ist ein selten vorkommendes Mineral aus der Mineralklasse der „Oxide und Hydroxide“ mit der chemischen Zusammensetzung Al(OH)3 und damit chemisch gesehen Aluminiumhydroxid.
Bayerit kristallisiert im monoklinen Kristallsystem und entwickelt „flockig“ aussehende, tafelförmige Kristalle bis etwa 0,  mm Größe. Meist findet er sich allerdings in Form sehr feinfaseriger, aber auch strahliger und halbkugeliger Mineral-Aggregate sowie krustiger Überzüge. In reiner Form ist Bayerit farblos und durchsichtig. Durch vielfache Lichtbrechung aufgrund von Gitterfehlern oder polykristalliner Ausbildung kann er aber auch durchscheinend weiß sein.

## Etymologie und Geschichte
Bereits 1833 konnte Pehr Adolf von Bonsdorff (1791–1839) beobachten, dass in einer mit Aluminiumhydroxid (auch Tonerdehydrat) gesättigten Kalilauge bei längerem Stehen kristallines Aluminiumhydroxid ausfällt, welches dem in der Natur vorkommenden Gibbsit (auch Hydrargillit) ähnelt. Da das synthetische Produkt zu kleinkristallin war, ließ sich mit den damaligen Untersuchungsmethoden nicht überprüfen, ob dieses mit Gibbsit identisch war.
Erst 1928 konnte R. Fricke im Experiment nachweisen, dass bei der Hydrolyse von Alkalialuminatlösung oder langsamer Einwirkung von CO2 nur bei entsprechend langsamer Abscheidung eine mit Gibbsit identische Substanz entstand. Bei schneller Abscheidung entsteht dagegen ein Aluminiumhydroxid mit einer von Gibbsit abweichenden Kristallstruktur. Da diese metastabile Modifikationen von Aluminiumhydroxid bei der technischen Aufbereitung von Bauxit mit dem von Carl Josef Bayer (1847–1904) entwickelten Bayer-Verfahren in großen Mengen entsteht, bezeichnete Fricke diese neu entdeckte Modifikation als Bayerit.
In der Natur konnte Bayerit, vergesellschaftet mit Calcit und Gips 1963 von S. Gross und L. Heller in portlandit- und ettringithaltigen Sedimentgesteinsproben aus der als Hatrurim-Formation bekannten geologischen Einheit in Israel nachgewiesen werden. Die Hatrurim-Formation gilt entsprechend auch als Typlokalität für Bayerit. Möglicherweise wurde Bayerit aber auch schon 1959 von T. G. Gedeon in Bauxit entdeckt, der nahe Fenyőfő (deutsch Fichtenhöh) in Ungarn vorkommt. Die Untersuchung des Bauxits wurde mithilfe von thermischen Differentialanalysen durchgeführt, die nahe legten, dass es sich um Bayerit handelt. Eine röntgenographische Untersuchung des Materials zur Bestätigung des Funds fehlt allerdings.
Das Typmaterial des Minerals wird in der Mineralogischen Sammlung der Geological Survey of Israel (GSI) in Jerusalem (Israel) unter den Katalog-Nummern SG 168 und SG 523 aufbewahrt.
Da der Bayerit bereits lange vor der Gründung der International Mineralogical Association (IMA) bekannt und als eigenständige Mineralart anerkannt war, wurde dies von ihrer Commission on New Minerals, Nomenclature and Classification (CNMNC) übernommen und Bayerit wird daher als sogenanntes „grandfathered“ (G) Mineral bezeichnet. Die seit 2021 ebenfalls von der IMA/CNMNC anerkannte Kurzbezeichnung (auch Mineral-Symbol) von Bayerit lautet „Byr“.

## Klassifikation
In der veralteten 8. Auflage der Mineralsystematik nach Strunz gehörte der Bayerit zur Mineralklasse der „Oxide und Hydroxide“ und dort zur Abteilung der „Hydroxide“, wo er zusammen mit Gibbsit die „Gibbsit-Bayerit-Gruppe“ mit der System-Nr. IV/F.02 und den weiteren Mitgliedern Nordstrandit und Scarbroit bildete.
Im zuletzt 2018 überarbeiteten und aktualisierten Lapis-Mineralienverzeichnis nach Stefan Weiß, das sich im Aufbau noch nach dieser alten Form der Systematik von Karl Hugo Strunz richtet, erhielt das Mineral die System- und Mineral-Nr. IV/F.02-020. In der „Lapis-Systematik“ entspricht dies der präzisierten Abteilung „Hydroxide und oxidische Hydrate (wasserhaltige Oxide mit Schichtstruktur)“, wo Bayerit zusammen mit Doyleit, Gibbsit und Nordstrandit die unbenannte Gruppe IV/F.02 bildet.
Auch die von der International Mineralogical Association (IMA) zuletzt 2009 aktualisierte 9. Auflage der Strunz’schen Mineralsystematik ordnet den Bayerit in die Abteilung der „Hydroxide (ohne V oder U)“ ein. Diese ist allerdings weiter unterteilt nach der zusätzlichen Anwesenheit von H2O und der Kristallstruktur, so dass das Mineral entsprechend seiner Zusammensetzung und seinem Aufbau in der Unterabteilung „Hydroxide mit OH, ohne H2O; Lagen kantenverknüpfter Oktaeder“ zu finden ist, wo es ebenfalls zusammen mit Doyleit, Gibbsit und Nordstrandit die „Gibbsitgruppe“ mit der System-Nr. 4.FE.10 bildet.
Die vorwiegend im englischen Sprachraum gebräuchliche Systematik der Minerale nach Dana ordnet den Bayerit ebenfalls in die Klasse der „Oxide und Hydroxide“ und dort in die Abteilung der „Hydroxide und hydroxyhaltige Oxide“ ein. Hier ist er als einziges Mitglied in der unbenannten Gruppe 06.03.02 innerhalb der Unterabteilung „Hydroxide und hydroxyhaltige Oxide mit (OH)3- oder (OH)6-Gruppen“ zu finden.

## Kristallstruktur
Bayerit kristallisiert in der monoklinen Raumgruppe P21/n (Raumgruppen-Nr. 14, Stellung 2) mit den Gitterparametern a = 5,0626(2) Å; b = 8,6719(2) Å; c = 9,4254(3) Å und β = 90,26(1)° sowie 8 Formeleinheiten pro Elementarzelle.

## Modifikationen und Varietäten
Bayerit ist eine von bisher vier bekannten Modifikationen des Aluminiumhydroxids. Die anderen drei sind die triklin kristallisierenden Minerale Doyleit und Nordstrandit sowie der ebenfalls monoklin, jedoch mit abweichenden Gitterparametern, kristallisierende Gibbsit.

## Bildung und Fundorte
Die Hatrurim-Formation besteht in Israel größtenteils aus einer Art natürlichem Portlandzement, der zwischen der späten Kreidezeit und dem unteren Eozän entstand. Bayerit wurde hier vermutlich aus aluminiumreichen Gelen auf Carbonaten bei einem pH-Wert von über 5,8 ausgefällt. Als Begleitminerale traten unter anderem Calcit, Gips, Portlandite, Ettringit, Vaterit und Thaumasit auf.
Als seltene Mineralbildung konnte Bayerit nur an wenigen Orten nachgewiesen werden, wobei weltweit bisher rund 20 Vorkommen dokumentiert sind. Die Typlokalität Hatrurim-Formation ist dabei der bisher einzige Fundort in Israel.
In Deutschland fand sich Bayerit bisher in der Grube Dorothea bei Freudenstadt in Baden-Württemberg, im Steinbruch „Löhley“ in der rheinland-pfälzischen Gemeinde Üdersdorf und in der Kochhütte (auch August-Bebel-Hütte) bei Helbra in Sachsen-Anhalt. 
Weitere Fundorte liegen unter anderem in Argentinien, Australien, Brasilien, China, Griechenland, Iran, Malaysia, Neuseeland, Polen, Rumänien, Russland sowie im Vereinigten Königreich (England) und den Vereinigten Staaten (Nebraska).